# Єнс Верманн
Єнс Верманн (нім. Jens Wöhrmann; нар. 8 вересня 1967) — колишній західнонімецький тенісист.
Найвищу одиночну позицію світового рейтингу — 54 місце досяг 13 листопада 1989, парну — 311 місце — 25 листопада 1991 року.
Найвищим досягненням на турнірах Великого шолома було 2 коло в одиночному розряді.

## Титули на челленджерах

### Одиночний розряд: (1)
| Ранг | Рік  | Турнір              | Покриття | Суперник      | Рахунок  |
| ---- | ---- | ------------------- | -------- | ------------- | -------- |
| 1.   | 1991 | Касабланка, Марокко | Ґрунт    | Бернардо Мота | 6–3, 6–1 |

### Парний розряд: (1)
| Ранг | Рік  | Турнір            | Покриття | Партнер      | Суперники                        | Рахунок  |
| ---- | ---- | ----------------- | -------- | ------------ | -------------------------------- | -------- |
| 1.   | 1990 | Мюнхен, Німеччина | Килим    | Маркус Цюкке | Дмитро Поляков Слободан Воїнович | 6–4, 6–3 |